# NGC 976
NGC 976 è una galassia a spirale (Sbc) situata prospetticamente nella costellazione dell'Ariete alla distanza di circa 195 milioni di anni luce dalla Terra. Ha un diametro stimato in circa 90.000 anni luce.
È una delle galassie più luminose che costituiscono l'omonimo Gruppo di NGC 976 del quale fanno parte sicuramente anche altri 11 membri: NGC 924, NGC 932, NGC 935, NGC 938, NGC 992, UGC 1965, UGC 2032, UGC 2064, IC 1797, IC 1801, MCG +04-07-008.
In questa galassia è stata osservata la supernova SN 1999dq, risultata essere del tipo Ia.